# Motore Multijet
Il Multijet è un sistema di alimentazione per motori a gasolio, progettato e sviluppato nel 1999 dal Gruppo Fiat Alfa Romeo e successivamente prodotto dalla divisione Fiat Powertrain Technologies. La prima applicazione mondiale avviene nel 2002 sulla Alfa Romeo 156 1.9 M-JET 16V. Questo sistema rappresenta l'iniezione common rail di seconda e terza generazione e viene utilizzato da numerose case automobilistiche. Il più piccolo Multijet in produzione è un 1,3 litri mentre il più grande è un 3,0 litri destinato ai veicoli commerciali e alle auto di fascia alta. I motori Multijet vengono identificati anche dalle sigle M-JET, JTDm, DDiS (Suzuki), TiD (Saab), CDTI (Opel) e Quadrajet (Tata) a seconda dei modelli di autovetture.
Nel 2009 viene presentata la seconda generazione dei motori, denominata Multijet II, omologata Euro 5 e basata su un'evoluzione del precedente sistema, reso più efficiente. Nel settembre 2013 arriva l'evoluzione omologata Euro 6 che debutta con il restyling dell'Alfa Romeo Giulietta, che presenta importanti novità in termini di prestazioni, rumorosità e consumi grazie a un nuovo sistema di erogazione.
I motori Multijet sono progetti appartenenti al Gruppo Fiat Alfa Romeo che ha esteso la proprietà intellettuale all'intero gruppo FCA a partire dal 2013. I motori Multijet sono prodotti, sotto licenza Fiat, anche dalla Opel. Non sono dotati invece di tecnologia Multijet i motori diesel progettati dalla VM Motori per i marchi Opel, Chevrolet e Holden, in quanto questi vennero progettati prima dell'acquisizione dell'azienda da parte di Fiat SpA. Dopo l’acquisizione da parte di Fiat anche il motore 3,0 litri V6 prodotto da VM Motori ha adottato la tecnologia Multijet II.

## Caratteristiche

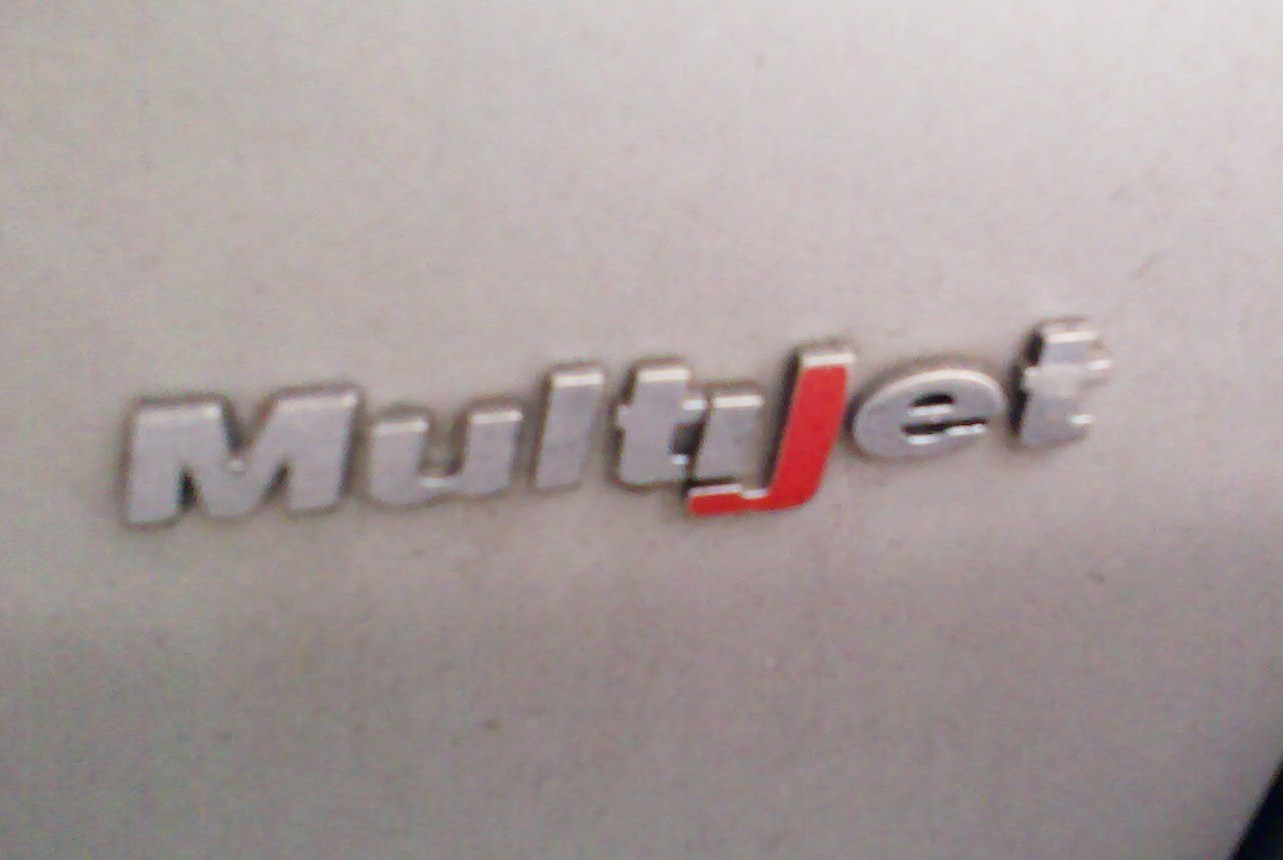
Il logo Multijet

La particolarità che ha distinto questo propulsore dai precedenti diesel common rail è la combustione, più lenta e graduale a parità di gasolio bruciato all'interno del cilindro, ottenuta aumentando il numero delle iniezioni, dalle due del precedente motore UniJet a cinque per ogni singola combustione; rispetto ai precedenti sistemi di iniezione common rail, il Multijet prevede appunto l'introduzione di altri tipi di iniezione (denominate pre e post) fino a un totale di cinque, che permettono rispettivamente il controllo del motore a freddo e la rigenerazione del filtro anti-particolato. Questa evoluzione dell'iniezione diretta fa ottenere al motore un miglioramento delle prestazioni, in particolare ai bassi regimi e contemporaneamente ha permesso una diminuzione delle emissioni acustiche e inquinanti. Il tempo intercorrente tra due iniezioni successive è stato ridotto a 150 microsecondi, mentre la quantità minima di gasolio iniettato è passata da due millimetri cubi a meno di un millimetro cubo.

Questo ha permesso di coprire fino a 20 km con un litro di carburante nelle strade extraurbane anche con auto di dimensioni medie.

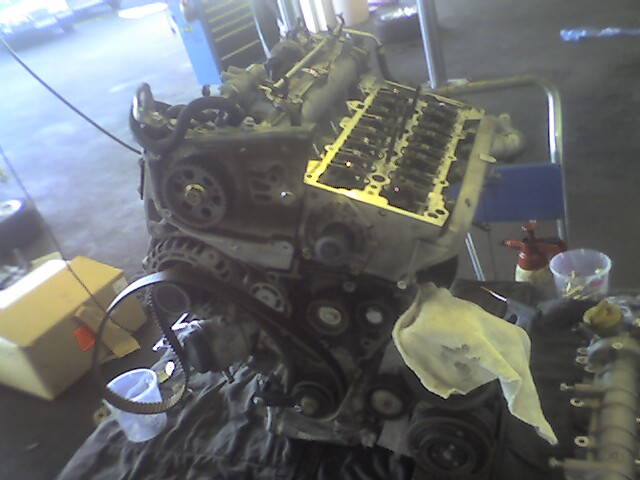
Il motore 1.9 Multijet 16V da 150 cavalli

Le iniezioni vengono gestite da una sofisticata centralina in grado di cambiare continuamente la logica di iniezione sulla base di molti parametri, tra cui i più importanti sono il numero dei giri del motore, la coppia richiesta in quel momento e la temperatura del liquido di raffreddamento.
Le pressioni di alimentazione del gasolio per il momento sono limitate a valori tra i 1.400 bar del piccolo 1.3 Multijet fino agli oltre 1.600 bar del grande 2.4 Multijet 20V.
Con la seconda versione della tecnologia in questione (Multijet II), introdotta nel 2009, vengono adottati iniettori innovativi capaci di controllare con grande precisione, grazie alla servovalvola idraulica bilanciata, la quantità di gasolio iniettata in camera di combustione con una sequenza di iniezioni particolarmente rapida e flessibile. Grazie a essi si possono quindi avere fino a otto iniezioni consecutive (tre in più rispetto alla prima versione) implementando inoltre la tecnologia IRS (Injection Rate Shaping) che prevede le due iniezioni principali consecutive così ravvicinate da generare un profilo continuo e modulato dell'erogazione del combustibile nei cilindri.

## Storia e varie versioni

### Dal prototipo 1.2 al 1.3 Multijet di produzione
Il prototipo del motore Multijet nacque nello stabilimento FMA di Pratola Serra (AV) e fu adottato nel 1999 per la concept car Fiat Ecobasic; si trattava di un compatto quattro cilindri alimentato a gasolio dalla cilindrata di 1.2 litri e distribuzione a quattro valvole per cilindro; la potenza massima era di 61 cavalli e permetteva alla Ecobasic un consumo pari a 2,9 litri per 100 km ed emissioni anidride carbonica pari a 76 grammi al km. Omologato Euro 4 il motore fece scalpore grazie alla ridotta cubatura e alla potenza massima di tutto rispetto tra i diesel dell'epoca, la Fiat però prolungò i tempi progettuali a causa degli eccessivi costi per lo sviluppo della tecnologia Multijet.

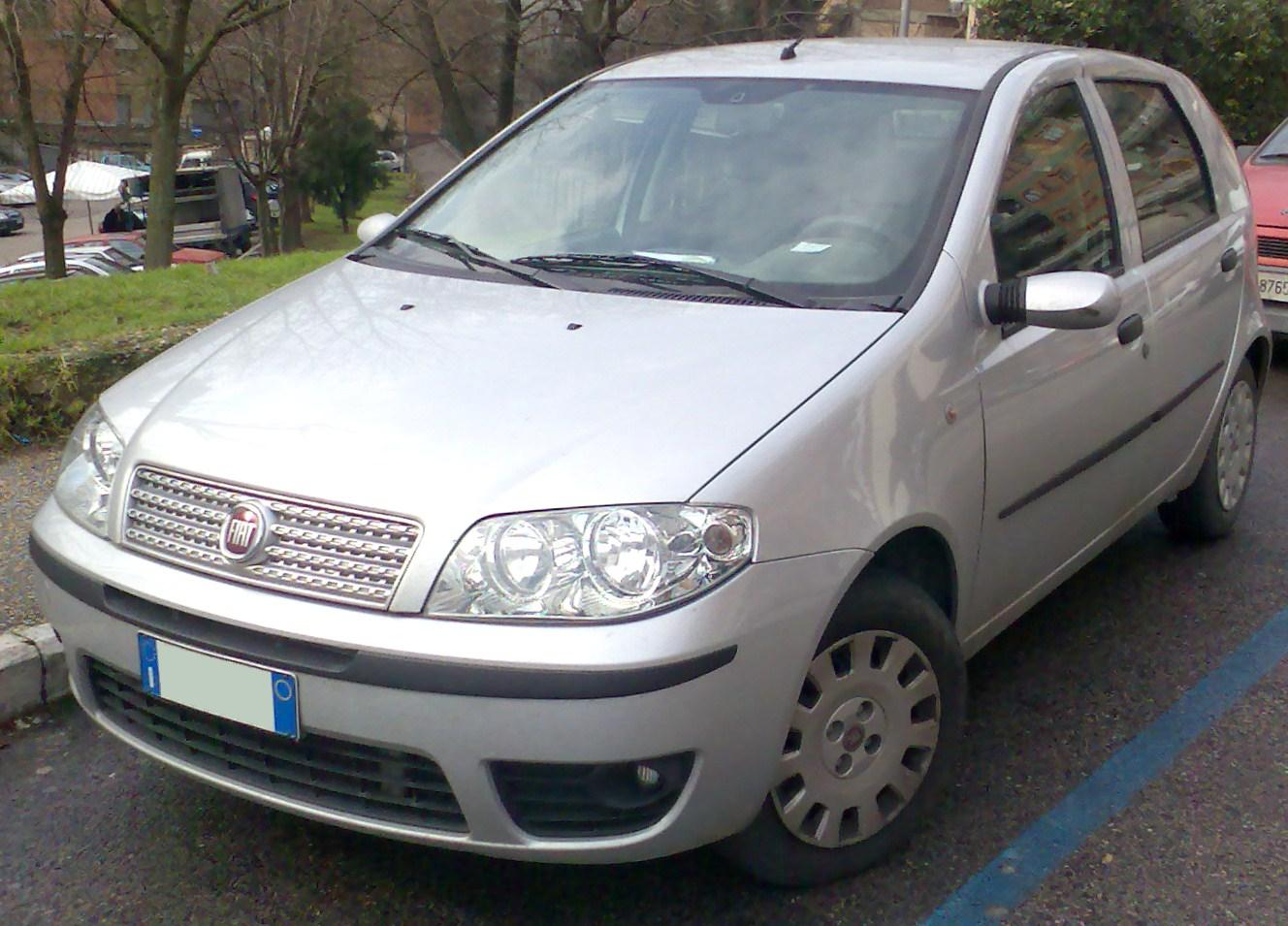
La Fiat Punto con il restyling del 2003 ha portato al debutto il 1.3 Multijet 16V

Dopo il 1.9 M-JET 16V montato su Alfa Romeo viene presentato il primo motore di serie ad adottare fin dall'origine il sistema Multijet: è un 1,3 litri derivato dal precedente 1.2 quattro cilindri in seguito a un incremento della cilindrata portata a 1.248 cm³. Il 1.3 è stato sviluppato grazie al supporto della General Motors Powertrain che ha fornito al gruppo torinese le giuste risorse economiche per completare l'industrializzazione. Sfrutta la medesima tecnologia e la stessa architettura meccanica del 1.2 con 16V e quattro cilindri, il nuovo 1.3 è dotato di doppio albero a camme, turbocompressore a geometria fissa e intercooler. Le dimensioni sono rispettivamente di 50 cm di lunghezza e 65 cm di altezza con basamento in ghisa e sottobasamento d'alluminio, testa in alluminio e albero motore e bielle in acciaio. L'alesaggio è di 69,6 mm con una corsa "lunga" 82 mm. Il peso di questo motore è di 130 kg. Una presentazione sotto forma di concept avviene nel 2002 con il prototipo Opel Eco Speedster, vettura sportiva ultraleggera equipaggiata con una versione da 112 cavalli del piccolo 1.3 Multijet capace di 250 km/h di velocità massima e 2,5 litri per percorrere 100 km.

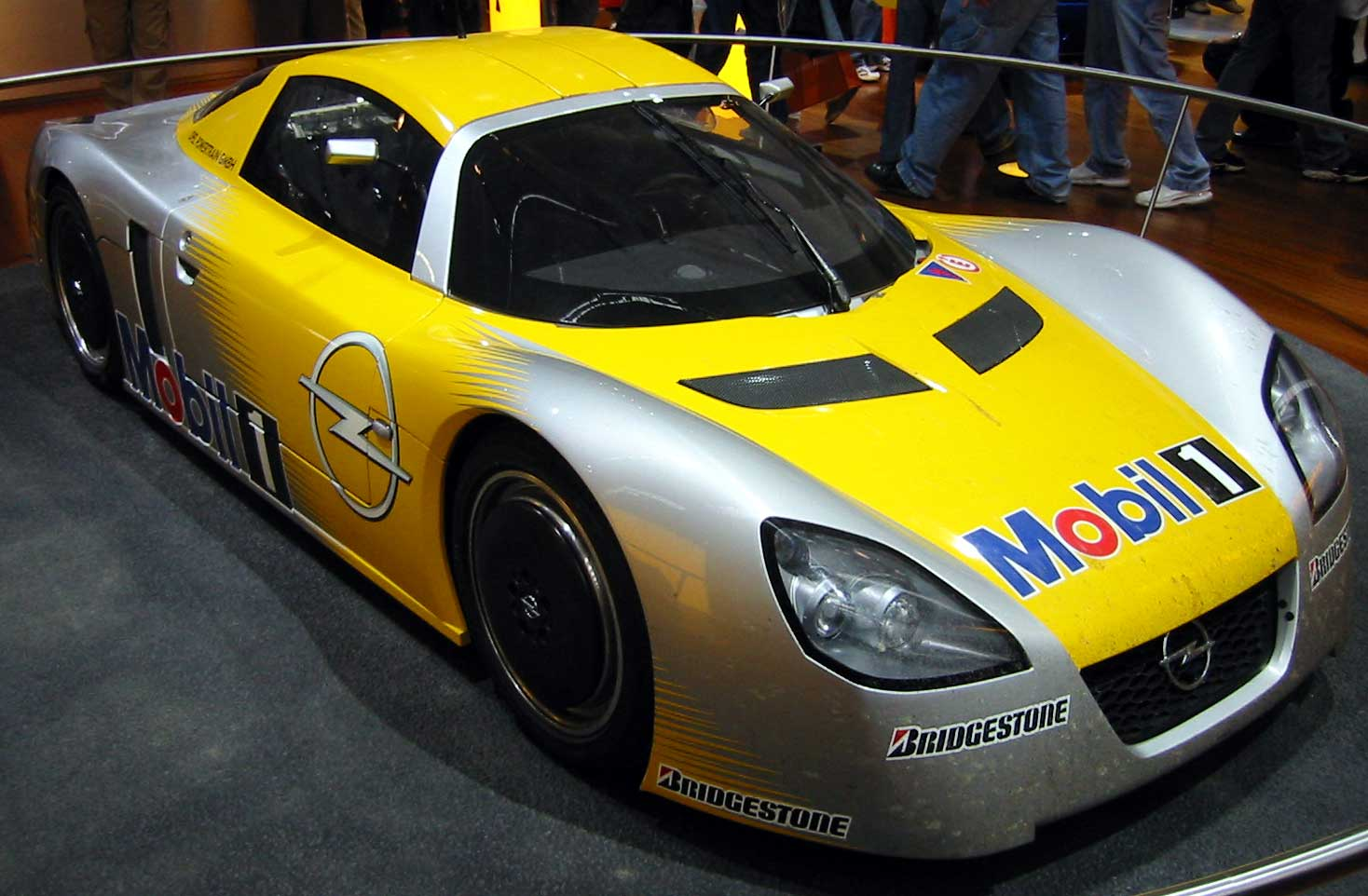
Opel Eco Speedster con motore 1.3 Multijet da 112 cavalli

La presentazione invece del 1.3 di serie avviene nel 2003 sotto il cofano delle Fiat Punto seconda serie e l'anno successivo venne adottato anche dalle Fiat Idea e Lancia Musa seguite dalla Fiat Panda. La potenza massima della versione standard viene erogata a 4.000 giri al minuto ed è di 69 cavalli (51 kW) con una coppia motrice di 180 N·m a 1.750 giri al minuto. Solo per la Panda la coppia massima viene ridotta a 145 N·m erogati a 1.500 giri/min per adattarsi al tipo di trasmissione manuale che equipaggia l'utilitaria. Il 1.3 viene prodotto presso lo stabilimento di Bielsko-Biała in Polonia in origine realizzato dai due gruppi automobilistici oggi di proprietà Fiat.
Tutti i motori 1.3 multijet sono muniti di sistema di distribuzione a catena anziché a cinghia, questo permette una riduzione dei costi dei tagliandi di manutenzione.
In casa General Motors la prima applicazione avvenne nei cofani delle Opel Corsa C seguite dalle Meriva A, Agila A e dal multispazio Combo C mentre la Suzuki ha adottato il piccolo 1.3 per i modelli Wagon R+, Swift e Ignis, Chevrolet per il modello Aveo turbodiesel piattaforma T3 sedan e due volumi, sia nella versione 75 che 90 CV. Il motore è stato in seguito più volte aggiornato e riomologato infatti molte vetture del gruppo Fiat inizialmente rispettavano gli standard della normativa Euro 3 per poi essere riomologate Euro 4. Ulteriori evoluzioni si ebbero con l'adozione della turbina a geometria variabile che ha comportato un incremento della potenza massima fino a 90 cavalli mentre la Opel per prima abbinò al 1.3 Multijet sulla Meriva A il filtro attivo antiparticolato (DPF) che ridusse notevolmente le emissioni inquinanti della monovolume tedesca. Il 90 cavalli equipaggiò la Fiat Grande Punto e le successive Opel Corsa D e Astra H, Lancia Musa e Ypsilon, Fiat Linea e Idea ed era disponibile anche con filtro DPF di serie con relativa omologazione Euro 4. La coppia massima del 1.3 Multijet 90 cavalli era di 200 N·m a 1.750 giri al minuto. Nel 2009 sbarcò anche sotto il cofano della prima Alfa Romeo: la MiTo.
Il 1.3 con turbina a geometria fissa venne potenziato nel 2005 a 75 cavalli (a fronte degli originari 69 cavalli) con incremento della coppia a 190 N·m a 1.750 giri/min mentre il 1.3 a geometria variabile venne proposto anche in una versione depotenziata a 84 cavalli sul multispazio Doblò e il pick-up Strada. La versione più potente debuttò nel 2007 con il restyling della Lancia Ypsilon: il piccolo diesel raggiunse il picco di 105 cavalli permettendo all'autovettura di rispettare gli standard Euro 4 con 123 grammi di anidride carbonica emessa nel ciclo combinato per km. Grazie alla joint-venture tra la Fiat e la Ford il 1.3 Multijet da 75 cavalli venne adottato anche dalla seconda serie di Ford Ka ribattezzato TDCI.
Nel 2008 la Fiat ha stretto un accordo con la Tata Motors per la produzione del motore 1.3 Multijet a Pune in India in modo da poter equipaggiare i modelli Tata Indica Vista e Indigo Manza oltre alle Fiat Grande Punto, Palio Stile e Linea assemblate per il mercato indiano. Il motore viene fornito anche al gruppo indiano Maruti Suzuki per equipaggiare alcuni modelli come la Maruti Swift Diesel e la Maruti Ritz.
La General Motors riconosce il motore 1.3 sotto la sigla progettuale Z13 per essere commercializzato come CDTI (acronimo di Commonrail Diesel Turbo Injection) mentre la Suzuki riconosce le proprie autovetture diesel sotto la sigla DDiS (acronimo di Diesel Direct injection Suzuki). L'Alfa Romeo propone questo diesel come M-JET e JTDm (la m indica appunto l'iniziale di Multijet), infine la Tata ha adottato la denominazione Quadra Jet per differenziare i modelli 1.3 diesel da quelli a benzina.
| Motore 1.3 Multijet 16V |                          |                               |                                   |               |                                            |                    |
| Variante                | Rapporto di compressione | Potenza max CV/giri al minuto | Coppia massima N·m/giri al minuto | Normativa     | Applicazioni                               | Anni di produzione |
| 1.3 Multijet 16V 69 CV  | 18,0:1                   | 69/4.000                      | 145/1.500                         | Euro 3/Euro 4 | Fiat Panda e Panda 4x4 1.3 Multijet 16V 70 | dal 2004           |
| 1.3 Multijet 16V 69 CV  | 18,0:1                   | 69/4.000                      | 170/1.750                         | Euro 4        | Opel Corsa 1.3 CDTI 16V 70                 | dal 2003 al 2006   |
| 1.3 Multijet 16V 69 CV  | 18,0:1                   | 69/4.000                      | 170/1.750                         | Euro 4        | Opel Meriva 1.3 CDTI 16V 70                | dal 2005 al 2006   |
| 1.3 Multijet 16V 69 CV  | 18,0:1                   | 69/4.000                      | 170/1.750                         | Euro 4        | Opel Combo 1.3 CDTI 16V 70                 | dal 2004 al 2007   |
| 1.3 Multijet 16V 69 CV  | 18,0:1                   | 69/4.000                      | 170/1.750                         | Euro 4        | Opel Agila 1.3 CDTI 16V 70                 | dal 2003 al 2007   |
| 1.3 Multijet 16V 69 CV  | 18,0:1                   | 69/4.000                      | 170/1.750                         | Euro 4        | Opel Tigra TwinTop 1.3 CDTI 16V            | dal 2004 al 2008   |
| 1.3 Multijet 16V 69 CV  | 18,0:1                   | 69/4.000                      | 180/1.750                         | Euro 4        | Fiat Punto 1.3 Multijet 16V 70             | dal 2003           |
| 1.3 Multijet 16V 69 CV  | 18,0:1                   | 69/4.000                      | 180/1.750                         | Euro 4        | Fiat Idea 1.3 Multijet 16V 70              | dal 2004           |
| 1.3 Multijet 16V 69 CV  | 18,0:1                   | 69/4.000                      | 180/1.750                         | Euro 4        | Fiat Doblò 1.3 Multijet 16V 70             | dal 2004 al 2005   |
| 1.3 Multijet 16V 69 CV  | 18,0:1                   | 69/4.000                      | 180/1.750                         | Euro 4        | Lancia Musa 1.3 Multijet 16V 70            | dal 2004           |
| 1.3 Multijet 16V 69 CV  | 18,0:1                   | 69/4.000                      | 180/1.750                         | Euro 4        | Lancia Ypsilon 1.3 Multijet 16V 70         | dal 2003 al 2006   |
| 1.3 Multijet 16V 69 CV  | 18,0:1                   | 69/4.000                      | 180/1.750                         | Euro 4        | Suzuki Swift 1.3 DDiS 16V 70               | dal 2005 al 2008   |
| 1.3 Multijet 16V 69 CV  | 18,0:1                   | 69/4.000                      | 180/1.750                         | Euro 4        | Suzuki Ignis 1.3 DDiS 16V 70               | dal 2004 al 2008   |
| 1.3 Multijet 16V 69 CV  | 18,0:1                   | 69/4.000                      | 180/1.750                         | Euro 4        | Suzuki Wagon R+ 1.3 DDiS 16V 70            | dal 2003 al 2008   |
| 1.3 Multijet 16V 75 CV  | 18,0:1                   | 75/4.000                      | 145/1.500                         | Euro 4/Euro 5 | Fiat Panda 1.3 Multijet 16V 75             | dal 2007           |
| 1.3 Multijet 16V 75 CV  | 18,0:1                   | 75/4.000                      | 145/1.500                         | Euro 4        | Fiat 500 e 500C 1.3 Multijet 16V 75        | dal 2007           |
| 1.3 Multijet 16V 75 CV  | 18,0:1                   | 75/4.000                      | 145/1.500                         | Euro 4        | Ford Ka 1.3 TDCI 16V                       | dal 2008           |
| 1.3 Multijet 16V 75 CV  | 18,0:1                   | 75/4.000                      | 170/1.750                         | Euro 4        | Opel Corsa 1.3 CDTI 16V 75                 | dal 2006 al 2010   |
| 1.3 Multijet 16V 75 CV  | 18,0:1                   | 75/4.000                      | 170/1.750                         | Euro 4        | Opel Meriva 1.3 CDTI 16V 75                | dal 2005 al 2010   |
| 1.3 Multijet 16V 75 CV  | 18,0:1                   | 75/4.000                      | 170/1.750                         | Euro 4        | Opel Combo 1.3 CDTI 16V 75                 | dal 2007           |
| 1.3 Multijet 16V 75 CV  | 18,0:1                   | 75/4.000                      | 180/2.000                         | Euro 4        | Fiat Doblò Cargo 1.3 Multijet 16V 75       | dal 2005 al 2010   |
| 1.3 Multijet 16V 75 CV  | 18,0:1                   | 75/4.000                      | 184/2.000                         | Euro 4        | Fiat Palio Stile 1.3 Multijet 16V 75       | dal 2007           |
| 1.3 Multijet 16V 75 CV  | 18,0:1                   | 75/4.000                      | 190/1.750                         | Euro 4        | Tata Indica Vista 1.3 QuadraJet 16V        | dal 2008           |
| 1.3 Multijet 16V 75 CV  | 18,0:1                   | 75/4.000                      | 190/1.750                         | Euro 4        | Opel Agila 1.3 CDTI 16V                    | dal 2008           |
| 1.3 Multijet 16V 75 CV  | 18,0:1                   | 75/4.000                      | 190/1.750                         | Euro 4        | Suzuki Splash 1.3 DDiS 16V                 | dal 2008           |
| 1.3 Multijet 16V 75 CV  | 17,6:1                   | 75/4.000                      | 190/1.750                         | Euro 4        | Fiat Grande Punto 1.3 Multijet 16V 75      | dal 2005           |
| 1.3 Multijet 16V 75 CV  | 18,0:1                   | 75/4.000                      | 190/2.000                         | Euro 4        | Fiat Punto Evo 1.3 Multijet 16V 75         | dal 2009           |
| 1.3 Multijet 16V 75 CV  | 18,0:1                   | 75/4.000                      | 190/2.000                         | Euro 4        | Fiat Fiorino 1.3 Multijet 16V              | dal 2007           |
| 1.3 Multijet 16V 75 CV  | 18,0:1                   | 75/4.000                      | 190/2.000                         | Euro 4        | Fiat Qubo 1.3 Multijet 16V                 | dal 2008 al 2010   |
| 1.3 Multijet 16V 75 CV  | 18,0:1                   | 75/4.000                      | 190/2.000                         | Euro 4        | Lancia Ypsilon 1.3 Multijet 16V            | dal 2006           |
| 1.3 Multijet 16V 75 CV  | 18,0:1                   | 75/4.000                      | 190/2.000                         | Euro 4        | Suzuki Swift 1.3 DDiS 16V 75               | dal 2008 al 2010   |
| 1.3 Multijet 16V 76 CV  | 18,0:1                   | 76/4.000                      | 197/1.750                         | Euro 4        | Fiat Grande Punto (310) 1.3 Multijet 16V   | mercato indiano    |
| 1.3 Multijet 16V 84 CV  | 17,6:1                   | 84/4.000                      | 200/1.750                         | Euro 4        | Fiat Strada 1.3 Multijet 16V               | dal 2006           |
| 1.3 Multijet 16V 84 CV  | 17,6:1                   | 84/4.000                      | 200/1.750                         | Euro 4        | Fiat Doblò Mk1 1.3 Multijet 16V 85         | dal 2005 al 2009   |
| 1.3 Multijet 16V 90 CV  | 17,6:1                   | 90/4.000                      | 200/1.750                         | Euro 4        | Fiat Grande Punto 1.3 Multijet 16V 90      | dal 2005 al 2010   |
| 1.3 Multijet 16V 90 CV  | 17,6:1                   | 90/4.000                      | 200/1.750                         | Euro 4        | Fiat Punto Evo 1.3 Multijet 16V 90         | dal 2009           |
| 1.3 Multijet 16V 90 CV  | 17,6:1                   | 90/4.000                      | 200/1.750                         | Euro 4        | Fiat Idea 1.3 Multijet 16V 90              | dal 2006           |
| 1.3 Multijet 16V 90 CV  | 17,6:1                   | 90/4.000                      | 200/1.750                         | Euro 4        | Fiat Doblò Mk2 1.3 Multijet 16V 90         | dal 2009 al 2010   |
| 1.3 Multijet 16V 90 CV  | 17,6:1                   | 90/4.000                      | 200/1.750                         | Euro 4        | Fiat Linea 1.3 Multijet 16V 90             | dal 2007           |
| 1.3 Multijet 16V 90 CV  | 17,6:1                   | 90/4.000                      | 200/1.750                         | Euro 4        | Alfa Romeo MiTo 1.3 JTDm 16V 90            | dal 2008 al 2009   |
| 1.3 Multijet 16V 90 CV  | 17,6:1                   | 90/4.000                      | 200/1.750                         | Euro 4        | Lancia Ypsilon 1.3 Multijet 16V 90         | dal 2006           |
| 1.3 Multijet 16V 90 CV  | 17,6:1                   | 90/4.000                      | 200/1.750                         | Euro 4        | Lancia Musa 1.3 Multijet 16V 90            | dal 2006           |
| 1.3 Multijet 16V 90 CV  | 17,6:1                   | 90/4.000                      | 200/1.750                         | Euro 4        | Tata Indigo Manza 1.3 QuadraJet 16V 90     | dal 2010           |
| 1.3 Multijet 16V 90 CV  | 17,6:1                   | 90/4.000                      | 200/1.750                         | Euro 4        | Opel Corsa 1.3 CDTI 16V 90                 | dal 2006 al 2010   |
| 1.3 Multijet 16V 90 CV  | 17,6:1                   | 90/4.000                      | 200/1.750                         | Euro 4        | Opel Astra 1.3 CDTI 16V 90                 | dal 2005 al 2009   |
| 1.3 Multijet 16V 105 CV | 17,6:1                   | 105/4.000                     | 200/1.750                         | Euro 4        | Lancia Ypsilon 1.3 Multijet 16V 105        | dal 2006 al 2010   |

### 1.3 Multijet II (famigliaSDE)
Verso la fine del 2009 viene presentato il nuovo Multijet II; si tratta di un'evoluzione del precedente sistema Multijet basata su un nuovo sistema di iniettori più veloci e precisi (infatti si possono ottenere fino a otto iniezioni consecutive in luogo delle precedenti cinque) e nuovo filtro antiparticolato in posizione ravvicinata al motore in modo da migliorare la combustione delle particelle inquinanti all'interno del filtro stesso grazie alla maggiore temperatura raggiunta e quindi migliorare l'efficienza del propulsore, inoltre dispone di serie anche del dispositivo Start&Stop che spegne il motore durante le frenate alle basse andature posizionando il cambio in folle. La potenza dei nuovi 1.3 è di 75 cavalli per la versione con turbina a geometria fissa per una coppia massima di 190 N·m a 1.750 giri al minuto mentre la versione con turbina a geometria variabile eroga 95 cavalli per una coppia massima di 190 o 200 N·m a 1.500 giri al minuto (a seconda del modello). Il Multijet II, sviluppato da Fiat Powertrain Technologies in collaborazione con GM Powertrain Torino, adotta uno speciale iniettore brevettato da FPT, e la gestione elettronica è affidata a centraline Magneti Marelli e Bosch. È stato presentato al Salone dell'automobile di Francoforte 2009 con il lancio della Fiat Punto Evo. Una versione depotenziata a 90 cavalli venne offerta dal dicembre del 2009 fino all'autunno del 2010 per il nuovo Fiat Doblò con coppia di 200 N·m a 1.500 giri al minuto (in seguito il 1.3 non è stato più montato dal Doblò sostituito dal 1.6 di analoga potenza). Rispetta la normativa Euro 5, e a partire dal 2010 il propulsore viene offerto anche per le Alfa Romeo MiTo e le Opel Corsa D, Meriva B e Astra J oltre alle Lancia Musa, Fiat 500, Qubo, Suzuki Swift, Chevrolet Aveo e i multispazio francesi Citroën Nemo e Peugeot Bipper. Dal 2012 debutta una nuova versione da 85 cavalli con turbina a geometria variabile ricavata dal 95 cavalli. Questa versione depotenziata viene adottata dalla Fiat Punto (ultimo restyling introdotto nel 2012) in una versione particolarmente parca e dalle emissioni ridotte, dalla Fiat 500L e dall'Alfa Romeo MiTo.
Con il debutto del Multijet II la Fiat ha inaugurato la nuova nomenclatura per denominare i gruppi di motori automobilistici prodotti dalla FPT: il 1.3 fa parte della classe SDE (acronimo di Small Diesel Engine ovvero Piccoli Motori Diesel). Il 1.3 Multijet II pesa 130 kg e viene prodotto a Bielsko-Biała.
| Motore 1.3 Multijet II 16V |                          |                               |                                   |           |                                          |                    |
| Variante                   | Rapporto di compressione | Potenza max CV/giri al minuto | Coppia massima N·m/giri al minuto | Normativa | Applicazioni                             | Anni di produzione |
| 1.3 Multijet II 16V 75 CV  | 16,8:1                   | 75/4.000                      | 180/1.750                         | Euro 5    | Opel Meriva 1.3 CDTI 16V 75              | dal 2010           |
| 1.3 Multijet II 16V 75 CV  | 16,8:1                   | 75/4.000                      | 190/1.500                         | Euro 5    | Fiat Fiorino 1.3 Multijet II 16V 75      | dal 2010           |
| 1.3 Multijet II 16V 75 CV  | 16,8:1                   | 75/4.000                      | 190/1.500                         | Euro 5    | Citroën Nemo 1.3 HDI 16V                 | dal 2010           |
| 1.3 Multijet II 16V 75 CV  | 16,8:1                   | 75/4.000                      | 190/1.500                         | Euro 5    | Peugeot Bipper 1.3 HDI 16V               | dal 2010           |
| 1.3 Multijet II 16V 75 CV  | 16,8:1                   | 75/4.000                      | 190/1.750                         | Euro 5    | Fiat Punto Evo 1.3 Multijet II 16V 75    | dal 2009           |
| 1.3 Multijet II 16V 75 CV  | 16,8:1                   | 75/4.000                      | 190/1.750                         | Euro 5    | Fiat Grande Punto 1.3 Multijet II 16V 75 | dal 2009           |
| 1.3 Multijet II 16V 75 CV  | 16,8:1                   | 75/4.000                      | 190/1.750                         | Euro 5    | Fiat Qubo 1.3 Multijet II 16V 75         | dal 2010           |
| 1.3 Multijet II 16V 75 CV  | 16,8:1                   | 75/4.000                      | 190/1.750                         | Euro 5    | Opel Corsa 1.3 CDTI 16V 75               | dal 2010           |
| 1.3 Multijet II 16V 75 CV  | 16,8:1                   | 75/4.000                      | 190/1.750                         | Euro 5    | Suzuki Swift 1.3 DDiS 16V 75             | dal 2010           |
| 1.3 Multijet II 16V 75 CV  | 16,8:1                   | 75/4.000                      | 190/1.750                         | Euro 5    | Chevrolet Aveo 1.3 CDTI 16V 75           | dal 2011           |
| 1.3 Multijet II 16V 85 CV  | 16,8:1                   | 85/3.500                      | 200/1.500                         | Euro 5    | Fiat Punto 1.3 Multijet II 85            | dal 2012           |
| 1.3 Multijet II 16V 85 CV  | 16,8:1                   | 85/3.500                      | 200/1.500                         | Euro 5    | Fiat 500L 1.3 Multijet II 16V 85         | dal 2012           |
| 1.3 Multijet II 16V 85 CV  | 16,8:1                   | 85/3.500                      | 200/1.500                         | Euro 5    | Alfa Romeo MiTo 1.3 JTDm-2 16V 85        | dal 2012           |
| 1.3 Multijet II 16V 95 CV  | 16,8:1                   | 95/4.000                      | 180/1.750                         | Euro 5    | Opel Meriva 1.3 CDTI 16V 95              | dal 2010           |
| 1.3 Multijet II 16V 95 CV  | 16,8:1                   | 95/4.000                      | 190/1.750                         | Euro 5    | Opel Astra 1.3 CDTI 16V                  | dal 2010           |
| 1.3 Multijet II 16V 95 CV  | 10,5:1                   | 95/4.000                      | 190/1.750                         | Euro 5    | Chevrolet Aveo 1.3 CDTI ECO 16V 95       | dal 2011           |
| 1.3 Multijet II 16V 95 CV  | 10,5:1                   | 95/4.000                      | 200/1.500                         | Euro 5    | Fiat Punto Evo 1.3 Multijet II 16V 95    | dal 2009           |
| 1.3 Multijet II 16V 95 CV  | 10,5:1                   | 95/4.000                      | 200/1.500                         | Euro 5    | Fiat 500 e 500C 1.3 Multijet II 16V 95   | dal 2009           |
| 1.3 Multijet II 16V 95 CV  | 10,5:1                   | 95/4.000                      | 200/1.500                         | Euro 5    | Fiat Fiorino 1.3 Multijet II 16V 95      | dal 2010           |
| 1.3 Multijet II 16V 95 CV  | 10,5:1                   | 95/4.000                      | 200/1.500                         | Euro 5    | Fiat Qubo 1.3 Multijet II 16V 95         | dal 2010           |
| 1.3 Multijet II 16V 95 CV  | 10,5:1                   | 95/4.000                      | 200/1.500                         | Euro 5    | Fiat Idea 1.3 Multijet II 16V 95         | dal 2010           |
| 1.3 Multijet II 16V 95 CV  | 10,5:1                   | 95/4.000                      | 200/1.500                         | Euro 5    | Lancia Musa 1.3 Multijet II 16V 95       | dal 2010           |
| 1.3 Multijet II 16V 95 CV  | 10,5:1                   | 95/4.000                      | 200/1.500                         | Euro 5    | Lancia Ypsilon 1.3 Multijet II 16V 95    | dal 2011           |
| 1.3 Multijet II 16V 95 CV  | 10,5:1                   | 95/4.000                      | 200/1.500                         | Euro 5    | Alfa Romeo MiTo 1.3 JTDm-2 16V 95        | dal 2010           |
| 1.3 Multijet II 16V 95 CV  | 10,5:1                   | 95/4.000                      | 200/1.500                         | Euro 6    | Fiat Tipo/Egea 1.3 Multijet II 16V 95    | dal 2015           |
| 1.3 Multijet II 16V 95 CV  | 10,5:1                   | 95/4.000                      | 210/1.750                         | Euro 5    | Opel Corsa 1.3 CDTI 16V 95               | dal 2010           |
| 1.3 Multijet II 16V 95 CV  | 10,5:1                   | 95/4.000                      | 210/1.750                         | Euro 5    | Chevrolet Aveo 1.3 CDTI 16V 95           | dal 2011           |
| 1.3 Multijet II 16V 95 CV  | 10,5:1                   | 95/4.000                      | 210/1.750                         | Euro 6    | Fiat Panda 1.3 Multijet II 16V 95        | dal 2015           |

### 1.6 Multijet (famigliaB)

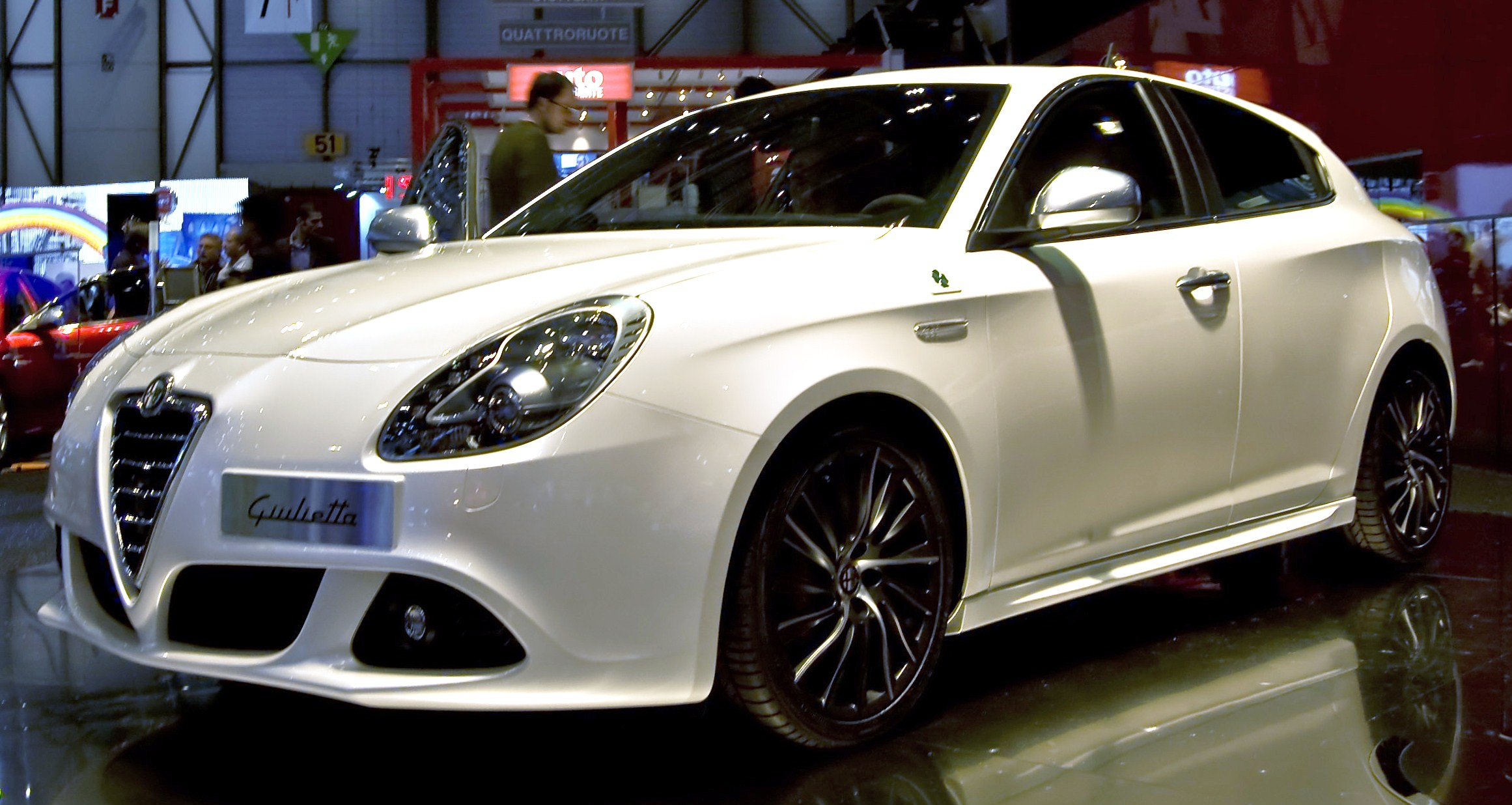
l'Alfa Romeo Giulietta porta al debutto il 1.6 Multijet 105 CV con 320 N·m di coppia massima

Il motore 1.6 Multijet è stato presentato nel 2008 sotto il cofano della Fiat Bravo. Si tratta di una motorizzazione sviluppata senza il supporto della General Motors, derivata dal 1.9 Multijet con cilindrata ridotta da 1.910 a 1.598 cm³ il nuovo motore permette dei consumi più bassi dell'8% rispetto al 1.9 8 valvole. Sfrutta un'architettura a quattro cilindri con distribuzione a quattro valvole per cilindro e dispone di iniettori di nuova generazione. La massa è di 151 kg, l'alesaggio è di 79,5 mm con una corsa di 80,5 mm. Una delle caratteristiche del motore sono i costi di gestione molto bassi con tagliandi programmati ogni 35.000 km. Migliorato anche il comfort acustico alle alte andature.
Il motore 1.6 Multijet viene prodotto in due differenti varianti e tre livelli di potenza: la prima versione con turbina a geometria fissa e intercooler eroga 90 e 105 cavalli, è omologata Euro 4 ma può essere accessoriata anche con il filtro antiparticolato nella versione da 105 cavalli con relativa omologazione Euro 5. La versione con turbina a geometria variabile e intercooler eroga 120 cavalli ed è omologata Euro 5 poiché dispone del filtro DPF con catalizzatore ossidante di serie. La coppia massima del 1.6 è di 290 N·m a 1.500 giri al minuto nella versione con turbina a geometria fissa mentre sale a 300 N·m a 1.750 giri al minuto per il 120 cavalli. Una versione del 1.6 Multijet erogante 105 cavalli viene proposta sulla nuova Alfa Romeo Giulietta in cui la coppia massima sale a 320 N·m erogati a 1.750 giri al minuto e grazie al filtro antiparticolato di serie e al dispositivo Start&Stop rispetta gli standard Euro 5. Inoltre il motore viene montato anche sulle Lancia Musa e Delta, Fiat Doblò e Idea e anche sull'Alfa Romeo MiTo. Una versione speciale della Fiat Bravo denominata PurO2 viene equipaggiata con il 105 cavalli caratterizzato da minori emissioni di anidride carbonica e consumi ancora più bassi grazie a migliorie all'aerodinamica dell'autovettura, all'utilizzo di gomme a basso coefficiente di attrito, rapporti del cambio allungati e olio lubrificante a bassa viscosità. Il 1.6 viene prodotto presso lo stabilimento FMA di Pratola Serra in provincia di Avellino.
| Motore 1.6 Multijet 16V     |                          |                               |                                   |               |                                                                                      |                    |
| Variante                    | Rapporto di compressione | Potenza max CV/giri al minuto | Coppia massima N·m/giri al minuto | Normativa     | Applicazioni                                                                         | Anni di produzione |
| 1.6 Multijet 16V 90 CV      | 16,5:1                   | 90/4.000                      | 290/1.500                         | Euro 4        | Fiat Bravo 1.6 Multijet 16V 90                                                       | dal 2009           |
| 1.6 Multijet 16V 105 CV     | 16,5:1                   | 105/4.000                     | 290/1.500                         | Euro 4/Euro 5 | Fiat Bravo 1.6 Multijet 16V 105                                                      | dal 2008           |
| 1.6 Multijet 16V 105 CV     | 16,5:1                   | 105/4.000                     | 290/1.500                         | Euro 5        | Fiat Doblò Mk2 1.6 Multijet 16V                                                      | dal 2009           |
| 1.6 Multijet 16V 105 CV     | 16,5:1                   | 105/4.000                     | 290/1.500                         | Euro 5        | Fiat Linea 1.6 Multijet 16V                                                          | dal 2009           |
| 1.6 Multijet 16V 105 CV     | 16,5:1                   | 105/4.000                     | 290/1.500                         | Euro 5        | Lancia Delta 1.6 Multijet 16V 105                                                    | dal 2011           |
| 1.6 Multijet 16V 105 CV     | 16,5:1                   | 105/4.000                     | 320/1.750                         | Euro 5        | Alfa Romeo Giulietta 1.6 JTDm2 16V                                                   | dal 2010           |
| 1.6 Multijet 16V 105 CV     | 16,5:1                   | 105/4.000                     | 320/1.750                         | Euro 5        | Fiat 500L 1.6 Multijet II 16V 105                                                    | dal 2013           |
| 1.6 Multijet VGT 16V 120 CV | 16,5:1                   | 120/4.000                     | 300/1.500                         | Euro 5        | Alfa Romeo Mito 1.6 Multijet 16V                                                     | dal 2008           |
| 1.6 Multijet VGT 16V 120 CV | 16,5:1                   | 120/4.000                     | 300/1.500                         | Euro 5        | Fiat Bravo 1.6 Multijet 16V 120                                                      | dal 2008           |
| 1.6 Multijet VGT 16V 120 CV | 16,5:1                   | 120/4.000                     | 300/1.500                         | Euro 5        | Fiat Grande Punto 1.6 Multijet 16V                                                   | dal 2008 al 2009   |
| 1.6 Multijet VGT 16V 120 CV | 16,5:1                   | 120/4.000                     | 300/1.500                         | Euro 5        | Fiat Punto Evo 1.6 Multijet 16V                                                      | dal 2009           |
| 1.6 Multijet VGT 16V 120 CV | 16,5:1                   | 120/4.000                     | 300/1.500                         | Euro 5        | Fiat Idea 1.6 Multijet 16V                                                           | dal 2008           |
| 1.6 Multijet VGT 16V 120 CV | 16,5:1                   | 120/4.000                     | 300/1.500                         | Euro 5        | Lancia Delta 1.6 Multijet 16V 120                                                    | dal 2008           |
| 1.6 Multijet VGT 16V 120 CV | 16,5:1                   | 120/4.000                     | 300/1.500                         | Euro 5        | Lancia Musa 1.6 Multijet 16V                                                         | dal 2008           |
| 1.6 Multijet VGT 16V 120 CV | 16,5:1                   | 120/4.000                     | 320/1.750                         | Euro 6        | Fiat 500L 1.6 Multijet II 16V 120                                                    | dal 2013           |
| 1.6 Multijet VGT 16V 120 CV | 16,5:1                   | 120/4.000                     | 320/1.750                         | Euro 6        | Suzuki SX4 S-Cross 1.6 DDiS 16V                                                      | dal 2013           |
| 1.6 Multijet VGT 16V 120 CV | 16,5:1                   | 120/4.000                     | 320/1.750                         | Euro 6        | Suzuki Vitara 1.6 DDiS 16V                                                           | dal 2015           |
| 1.6 Multijet VGT 16V 120 CV | 16,5:1                   | 120/4.000                     | 320/1.750                         | Euro 6        | Alfa Romeo Giulietta 1.6 JTDm 16V 120                                                | dal 2015           |
| 1.6 Multijet VGT 16V 120 CV | 16,5:1                   | 120/4.000                     | 320/1.750                         | Euro 6        | Fiat Tipo/Ægea 1.6 Multijet II 120                                                   | dal 2015           |
| 1.6 Multijet VGT 16V 120 CV | 16,5:1                   | 120/4.000                     | 320/1.750                         | Euro 6        | Jeep Compass 1.6 Multijet II 120                                                     | dal 2018           |
| 1.6 Multijet VGT 16V 120 CV | 16,5:1                   | 120/4.000                     | 320/1.750                         | Euro 5+       | Jeep Renegade 1.6 Multijet 16V 120                                                   | dal 2014           |
| 1.6 Multijet VGT 16V 120 CV | 16,5:1                   | 120/4.000                     | 320/1.750                         | Euro 5+       | Fiat 500X 1.6 Multijet 16V 120                                                       | dal 2015           |
| 1.6 Multijet 16V 130 CV     | 16,5:1                   | 130/3750                      | 320/1500                          | Euro 6d-FINAL | Jeep Renegade 1.6 Multijet 130 Fiat Tipo 1.6 Multijet 130 Fiat 500X 1.6 Multijet 130 | dal 2020           |

### 1.9 Multijet mono e biturbo (famigliaB)
Il 1.910 cm³ è uno dei motori più diffusi e apprezzati della famiglia Multijet; è stato proposto in numerosi step di potenza con distribuzione sia a due che a quattro valvole per cilindro e persino con doppio turbocompressore. Rispetto al 1.3 concepito appositamente per le utilitarie il 1.9 Multijet deriva direttamente dal precedente 1.9 JTD da 116 cavalli al quale gli ingegneri FPT insieme al GM Powertrain di Torino hanno applicato il sistema Multijet in modo da poter incrementare notevolmente la potenza specifica e migliorare i consumi e le prestazioni; lo sviluppo ha quindi necessitato di minori risorse finanziarie rispetto al 1.3 e minori sono stati anche i tempi di sviluppo. Il rinnovato 1.9 sempre a quattro cilindri venne riprogettato a partire dal sistema di distribuzione ora a quattro valvole per cilindro azionate da un doppio albero a camme, testa dei cilindri con punterie idrauliche alle bielle, albero motore in acciaio e nuovi collettori di scarico e di aspirazione. La potenza massima era di 140 cavalli a 4.000 giri al minuto per una coppia motrice di 305 N·m a 2.000 giri al minuto e omologazione anti inquinamento Euro 3. Il debutto avvenne nel 2002 sotto il cofano dell'Alfa Romeo 156 seguita dalla 147 e dalla Fiat Stilo. La produzione avveniva presso la FMA di Pratola Serra ad Avellino. Il motore pesa 181 kg e possiede un'altezza pari a 69 cm e una larghezza di 47 cm.

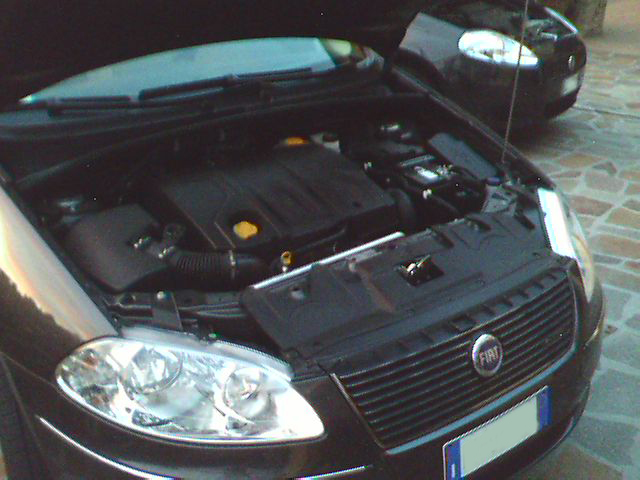
Il motore 1.9 Multijet 120 cavalli nel cofano della Fiat Croma

Il solo 140 cavalli però non bastava poiché si era venuto a creare un enorme divario tra i 69 cavalli del piccolo 1.3 Multijet e appunto i 140 del 1.9 quindi venne sviluppata una nuova versione del 1.9 con la potenza ridotta a 120 cavalli (erogati a 4.000 giri/min) mediante l'utilizzo della distribuzione a sole due valvole per cilindro. Ovviamente meno cavalli comportarono consumi ridotti e minori emissioni inquinanti infatti il 120 cavalli già rispettava gli standard Euro 4 e disponeva anche della turbina a geometria variabile. La coppia massima però scese a 280 N·m disponibili a 2.000 giri al minuto. La prima applicazione avvenne sulla Fiat Stilo e le Opel Vectra per poi finire su numerose automobili tra le quali l'Alfa Romeo 147, la Fiat Croma, la Grande Punto e ultimamente sulle Alfa Romeo 159, Opel Astra, Suzuki SX4 e la Suv molisana Dr5 prodotta dalla Dr Motors.
Nel 2003 la Fiat Powertrain Technologies propose un ulteriore potenziamento del motore 1.9 16V portando la potenza massima fino a 150 cavalli. Il nuovo 1.9 Multijet era omologato Euro 4 e poteva disporre di una coppia massima di 320 N·m a 2.000 giri/min che però sulle vetture del gruppo Fiat era limitata a 305 N·m a causa delle caratteristiche dei cambi, finché non vennero adottati i nuovi cambi GM anche in Fiat. Il debutto avvenne sulla Alfa Romeo GT. Successivamente venne adottato anche dalla Opel Vectra e la Signum seguite dalle Astra, Alfa 147 e numerose autovetture del gruppo Fiat. Queste nuove versioni del 1.9 omologate Euro 4 sono note sotto il codice progettuale Z19 e vengono prodotte presso lo stabilimento Opel di Kaiserslautern in Germania a partire dal 2005. Il 1.9 destinato alle autovetture del marchio Fiat invece continuerà a essere prodotto dalla FMA. Nel novembre del 2007 la Fiat ha presentato per l'Alfa Romeo 147 Ducati Corse e l'Alfa GT Q2 il motore 1.9 Multijet (JTDm) 16V da 170 cavalli con coppia incremenentata fino a 330 N·m disponibile a 2.000 giri/min. Questa versione è rimasta un'esclusiva Alfa Romeo ed è considerata come il canto del cigno per il propulsore 1.9 dotato di un solo turbocompressore.
Nell'arco del ciclo produttivo del 1.9 diesel la Fiat e la GM hanno proposto anche altre versioni depotenziate: uno degli step che ha ottenuto un discreto successo commerciale è stato l'otto valvole da 101 cavalli Euro 4 con turbina a geometria variabile proposto per le Fiat Punto e Idea, Opel Zafira, Vectra, Signum e Lancia Musa. La coppia massima era di 260 N·m. Sul Doblò la Fiat ha montato il 1.9 Multijet otto valvole sia con 105 che con 120 cavalli ma la coppia è stata ridotta a soli 200 N·m erogati a 1.750 giri al minuto in modo da adattarsi al meglio alla mole del veicolo commerciale, mentre sulla Bravo per i mercati esteri era disponibile anche una versione depotenziata a soli 90 cavalli. Inoltre nel 2005 la Fiat ha presentato la versione più potente dell'otto valvole 1.9: erogava 131 cavalli sulla Fiat Grande Punto Sport con una coppia motrice di 280 N·m a 2.000 giri/min ed era omologato Euro 4 con filtro antiparticolato proposto come optional.

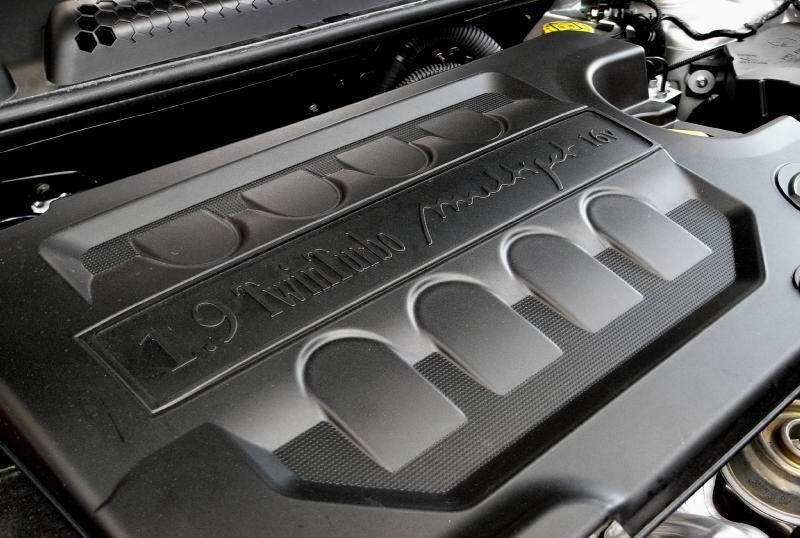
Il motore 1.9 Multijet Biturbo (Twin Stage) nel cofano della Lancia Delta

Tutti questi 1.9 Multijet descritti disponevano di una sola turbina e i vari step di potenza sono stati ottenuti in prevalenza intervenendo sulla distribuzione e sulla centralina. Nel 2008 viene presentata la prima versione del 1.9 dotata di doppio turbocompressore sotto il cofano della Saab 9-3 TTiD. Il motore è stato progettato dai tecnici Saab, esperti nelle motorizzazioni sovralimentate, presso la GM Powertrain Torino: la turbina di dimensioni minori lavora a basso numero di giri (fino a 1.500) fornendo un'adeguata coppia motrice, tra i 1.500 e i 3.000 giri al minuto lavorano sia la piccola che la turbina di dimensioni maggiori così la ripresa dell'auto sarà sempre ottimale mentre oltre i 3.000 giri al minuto lavora solo la turbina più grande. La pressione massima di sovralimentazione è di 1,8 bar con rapporto di compressione pari a 16,5:1. Inoltre il 1.9 biturbo dispone di un intercooler maggiorato e numerosi elementi rinforzati in modo da poter sopportare le maggiori sollecitazioni termiche. La potenza massima della prima versione prototipo era di 212 cavalli con coppia motrice di 400 N·m a 1.400 giri/min e venne esposta sotto il cofano della Opel Antara GTC concept car nel 2005 mentre la versione di serie equipaggerà la 9-3 a partire dal 2008; la potenza massima sarà di 180 cavalli erogati a 4.000 giri/min mentre la coppia sarà sempre di 400 N·m ma disponibile a 2.000 giri/min. La produzione era affidata all'impianto di Kaiserslautern. In seguito il motore venne rivisto dai tecnici italiani della FPT e venne potenziato fino a 190 cavalli lasciando inalterati i valori di coppia massima: la prima applicazione avvenne nel cofano della Lancia Delta con produzione presso la FMA. Attualmente il motore 1.9 rappresenta la massima espressione di downsizing tra i propulsori della famiglia Multijet con la potenza specifica di oltre 100 cavalli per litro; in seguito sara messo in produzione il nuovo 2,0 litri biturbo Multijet con potenze ancor più elevate la cui presentazione in veste di prototipo è avvenuta al Salone di Francoforte nel 2009 sotto il cofano della Opel Insignia.
| Motore 1.9 Multijet 8V e 16V    |                          |                               |                                   |               |                                            |                    |
| Variante                        | Rapporto di compressione | Potenza max CV/giri al minuto | Coppia massima N·m/giri al minuto | Normativa     | Applicazioni                               | Anni di produzione |
| 1.9 Multijet 8V 90 CV           | 18,0:1                   | 90/4.000                      | 225/2.000                         | Euro 4        | Fiat Bravo 1.9 Multijet 8V 90              | dal 2007 al 2009   |
| 1.9 Multijet 8V 101 CV          | 18,0:1                   | 101/4.000                     | 260/1.750                         | Euro 3        | Fiat Punto 1.9 Multijet 8V                 | dal 2003 al 2005   |
| 1.9 Multijet 8V 101 CV          | 18,0:1                   | 101/4.000                     | 260/1.750                         | Euro 3/Euro 4 | Fiat Idea 1.9 Multijet 8V                  | dal 2003 al 2009   |
| 1.9 Multijet 8V 101 CV          | 18,0:1                   | 101/4.000                     | 260/1.750                         | Euro 3/Euro 4 | Lancia Musa 1.9 Multijet 8V                | dal 2004 al 2010   |
| 1.9 Multijet 8V 101 CV          | 18,0:1                   | 101/4.000                     | 260/1.750                         | Euro 4        | Opel Vectra 1.9 CDTI 8V 100                | dal 2004 al 2007   |
| 1.9 Multijet 8V 101 CV          | 18,0:1                   | 101/4.000                     | 260/1.750                         | Euro 4        | Opel Signum 1.9 CDTI 8V 100                | dal 2004 al 2008   |
| 1.9 Multijet 8V 101 CV          | 18,0:1                   | 101/4.000                     | 260/1.750                         | Euro 4        | Opel Zafira 1.9 CDTI 8V 100                | dal 2005 al 2008   |
| 1.9 Multijet 8V 101 CV          | 18,0:1                   | 101/4.000                     | 260/1.750                         | Euro 4        | Opel Astra 1.9 CDTI 8V 100                 | dal 2005 al 2009   |
| 1.9 Multijet 8V 105 CV          | 18,0:1                   | 105/4.000                     | 200/1.750                         | Euro 4        | Fiat Doblò 1.9 Multijet 8V 105             | dal 2005 al 2009   |
| 1.9 Multijet 8V 120 CV          | 18,0:1                   | 120/3.500                     | 280/2.000                         | Euro 4        | Opel Zafira 1.9 CDTI 8V 120                | dal 2005 al 2009   |
| 1.9 Multijet 8V 120 CV          | 18,0:1                   | 120/3.500                     | 280/2.000                         | Euro 4        | DR 5 1.9 D Ecojet 8V                       | dal 2007           |
| 1.9 Multijet 8V 120 CV          | 18,0:1                   | 120/4.000                     | 200/1.750                         | Euro 4        | Fiat Doblò 1.9 Multijet 8V 120             | dal 2005 al 2009   |
| 1.9 Multijet 8V 120 CV          | 18,0:1                   | 120/4.000                     | 206/1.450                         | Euro 4        | Fiat Multipla 1.9 Multijet 8V              | dal 2006           |
| 1.9 Multijet 8V 120 CV          | 18,0:1                   | 120/4.000                     | 255/2.000                         | Euro 4        | Fiat Bravo 1.9 Multijet 8V 120             | dal 2007 al 2008   |
| 1.9 Multijet 8V 120 CV          | 18,0:1                   | 120/4.000                     | 280/1.750                         | Euro 4        | Opel Vectra 1.9 CDTI 8V 120                | dal 2004 al 2008   |
| 1.9 Multijet 8V 120 CV          | 18,0:1                   | 120/4.000                     | 280/1.750                         | Euro 4        | Opel Signum 1.9 CDTI 8V 120                | dal 2004 al 2008   |
| 1.9 Multijet 8V 120 CV          | 18,0:1                   | 120/4.000                     | 280/1.750                         | Euro 4        | Suzuki SX4 1.9 DDIS 8V                     | dal 2006 al 2009   |
| 1.9 Multijet 8V 120 CV          | 18,0:1                   | 120/4.000                     | 280/1.750                         | Euro 4        | Fiat Sedici 1.9 Multijet 8V                | dal 2006 al 2009   |
| 1.9 Multijet 8V 120 CV          | 18,0:1                   | 120/4.000                     | 280/2.000                         | Euro 4        | Fiat Croma 1.9 Multijet 8V 120             | dal 2005           |
| 1.9 Multijet 8V 120 CV          | 18,0:1                   | 120/4.000                     | 280/2.000                         | Euro 4        | Fiat Grande Punto 1.9 Multijet 8V 120      | dal 2005 al 2008   |
| 1.9 Multijet 8V 120 CV          | 18,0:1                   | 120/4.000                     | 280/2.000                         | Euro 4        | Fiat Stilo 1.9 Multijet 8V 120             | dal 2005 al 2007   |
| 1.9 Multijet 8V 120 CV          | 18,0:1                   | 120/4.000                     | 280/2.000                         | Euro 4        | Opel Astra 1.9 CDTI 8V 120                 | dal 2004 al 2007   |
| 1.9 Multijet 8V 120 CV          | 18,0:1                   | 120/4.000                     | 280/2.000                         | Euro 4        | Saab 9-3 Mk2 1.9 TiD 8V 120                | dal 2004           |
| 1.9 Multijet 8V 120 CV          | 18,0:1                   | 120/4.000                     | 280/2.000                         | Euro 4        | Alfa Romeo 147 1.9 JTDm 120                | dal 2005 al 2010   |
| 1.9 Multijet 8V 120 CV          | 18,0:1                   | 120/4.000                     | 280/2.000                         | Euro 4        | Alfa Romeo 159 1.9 JTDm 120                | dal 2005 al 2010   |
| 1.9 Multijet 8V 131 CV          | 18,0:1                   | 131/4.000                     | 280/2.000                         | Euro 4        | Fiat Grande Punto 1.9 Multijet 8V 130      | dal 2005 al 2008   |
| 1.9 Multijet 16V 140 CV         | 17,5:1                   | 140/4.000                     | 305/2.000                         | Euro 3        | Alfa Romeo 147 1.9 JTDm 16V 140            | dal 2003 al 2008   |
| 1.9 Multijet 16V 140 CV         | 17,5:1                   | 140/4.000                     | 305/2.000                         | Euro 3        | Alfa Romeo 156 1.9 JTDm 16V 140            | dal 2002 al 2007   |
| 1.9 Multijet 16V 140 CV         | 17,5:1                   | 140/4.000                     | 305/2.000                         | Euro 3        | Fiat Stilo 1.9 Multijet 16V 140            | dal 2004 al 2006   |
| 1.9 Multijet 16V 150 CV         | 17,5:1                   | 150/4.000                     | 305/2.000                         | Euro 4        | Fiat Bravo 1.9 Multijet 16V 150            | dal 2007 al 2008   |
| 1.9 Multijet 16V 150 CV         | 17,5:1                   | 150/4.000                     | 315/2.000                         | Euro 4        | Opel Vectra 1.9 CDTI 16V 150               | dal 2004 al 2008   |
| 1.9 Multijet 16V 150 CV         | 17,5:1                   | 150/4.000                     | 315/2.000                         | Euro 4        | Opel Signum 1.9 CDTI 16V 150               | dal 2004 al 2008   |
| 1.9 Multijet 16V 150 CV         | 17,5:1                   | 150/4.000                     | 320/2.000                         | Euro 4        | Opel Astra 1.9 CDTI 16V 150                | dal 2004 al 2009   |
| 1.9 Multijet 16V 150 CV         | 17,5:1                   | 150/4.000                     | 320/2.000                         | Euro 4        | Opel Zafira 1.9 CDTI 16V 150               | dal 2005           |
| 1.9 Multijet 16V 150 CV         | 17,5:1                   | 150/4.000                     | 320/2.000                         | Euro 4        | Alfa Romeo 147 1.9 JTDm 16V 150            | dal 2005 al 2010   |
| 1.9 Multijet 16V 150 CV         | 17,5:1                   | 150/4.000                     | 320/2.000                         | Euro 4        | Alfa Romeo 156 Sportwagon 1.9 JTDm 16V 150 | dal 2007 al 2008   |
| 1.9 Multijet 16V 150 CV         | 17,5:1                   | 150/4.000                     | 320/2.000                         | Euro 4        | Alfa Romeo 159 1.9 JTDm 16V 150            | dal 2005 al 2010   |
| 1.9 Multijet 16V 150 CV         | 17,5:1                   | 150/4.000                     | 320/2.000                         | Euro 4        | Alfa Romeo GT 1.9 JTDm 16V 150             | dal 2003 al 2010   |
| 1.9 Multijet 16V 150 CV         | 17,5:1                   | 150/4.000                     | 320/2.000                         | Euro 4        | Fiat Croma 1.9 Multijet 16V 150            | dal 2005           |
| 1.9 Multijet 16V 150 CV         | 17,5:1                   | 150/4.000                     | 320/2.000                         | Euro 4        | Fiat Stilo 1.9 Multijet 16V 150            | dal 2005 al 2007   |
| 1.9 Multijet 16V 150 CV         | 17,5:1                   | 150/4.000                     | 320/2.000                         | Euro 4        | Saab 9-3 Mk2 1.9 TiD 16V 150               | dal 2004           |
| 1.9 Multijet 16V 150 CV         | 17,5:1                   | 150/4.000                     | 320/2.000                         | Euro 4        | Saab 9-5 Mk1 1.9 TiD 16V 150               | dal 2005 al 2010   |
| 1.9 Multijet 16V 150 CV         | 17,5:1                   | 150/4.000                     | 320/2.000                         | Euro 4        | Cadillac BLS 1.9 D 16V 150                 | dal 2005 al 2009   |
| 1.9 Multijet 16V 170 CV         | 17,5:1                   | 170/4.000                     | 330/2.000                         | Euro 4        | Alfa Romeo 147 1.9 JTDm 16V Ducati Corse   | dal 2007 al 2010   |
| 1.9 Multijet 16V 170 CV         | 17,5:1                   | 170/4.000                     | 330/2.000                         | Euro 4        | Alfa Romeo GT 1.9 JTDm 16V Q2              | dal 2007 al 2010   |
| 1.9 Multijet 16V 170 CV         | 17,5:1                   | 170/4.000                     | 330/2.000                         | Euro 4        | Alenia Aeronautica Sky-Y                   | 2007               |
| 1.9 Multijet BiTurbo 16V 130 CV | 16,5:1                   | 130/4.000                     | 320/2.000                         | Euro 5        | Saab 9-3 Mk2 1.9 TTiD 16V                  | dal 2010           |
| 1.9 Multijet BiTurbo 16V 160 CV | 16,5:1                   | 160/4.000                     | 360/2.000                         | Euro 5        | Saab 9-3 Mk2 1.9 TTiD 16V                  | dal 2010           |
| 1.9 Multijet BiTurbo 16V 180 CV | 16,5:1                   | 180/4.000                     | 370/2.000                         | Euro 5        | Saab 9-3 Mk2 1.9 TTiD 16V automatica       | dal 2007           |
| 1.9 Multijet BiTurbo 16V 180 CV | 16,5:1                   | 180/4.000                     | 370/2.000                         | Euro 5        | Cadillac BLS 1.9 D 16V automatica 180      | dal 2007 al 2009   |
| 1.9 Multijet BiTurbo 16V 180 CV | 16,5:1                   | 180/4.000                     | 400/2.000                         | Euro 5        | Saab 9-3 Mk2 1.9 TTiD 16V manuale          | dal 2007           |
| 1.9 Multijet BiTurbo 16V 180 CV | 16,5:1                   | 180/4.000                     | 400/2.000                         | Euro 5        | Cadillac BLS 1.9 D 16V manuale 180         | dal 2007 al 2009   |
| 1.9 Multijet BiTurbo 16V 190 CV | 16,5:1                   | 190/4.000                     | 400/2.000                         | Euro 5        | Lancia Delta 1.9 Multijet 16V TST          | dal 2008           |

### 2.0 Multijet mono e biturbo (famigliaB)
Il nuovo motore 2,0 litri (1.956 cm³) Multijet quattro cilindri è anch'esso di origine Fiat. Progettato da GM Powertrain Torino è stato ottenuto basandosi sul precedente 1.910 cm³ incrementando il volume dei cilindri e portando la cilindrata dai 1.910 cm³ originari a 1.956 cm³ passando l'alesaggio da 82 a 83 mm, la distribuzione è a quattro valvole per cilindro con turbina a geometria variabile e intercooler, il 2.0 introduce anche la nuova nomenclatura di serie A20DTx per le vetture GM in cui la lettera finale identifica lo step di potenza massima; 

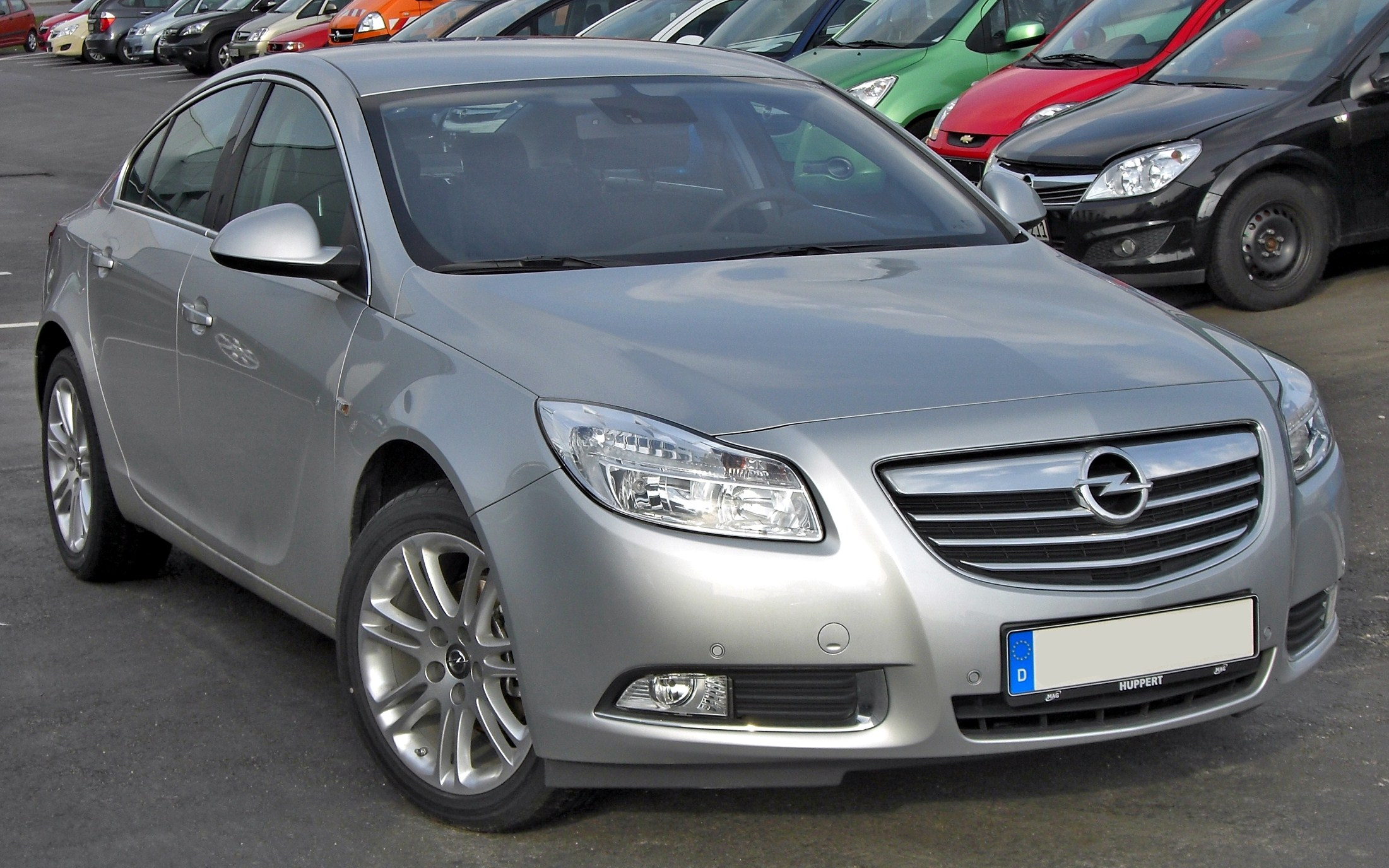
L'Opel Insignia ha portato al debutto i nuovi motori 2.0 Multijet serie A20DTx

 Presentato nel 2008 la versione standard A20DTH dispone di una potenza incrementata a 160 cavalli erogati a 4.000 giri al minuto con coppia di 350 N·m a 1.750 giri al minuto. Il rapporto di compressione è sceso a 16,5:1 per limitare le emissioni di NOx mentre è di serie un filtro antiparticolato completamente rinnovato, più efficiente e con catalizzatore ossidante integrato; il DPF viene montato accanto alla turbina in posizione ravvicinata al motore in modo da migliorare la combustione e limitare le perdite di carburante nel filtro. I sensori di pressione sono integrati nelle candelette all'interno della camera di combustione permettendo di riciclare più gas con consumi ed emissioni contenute, questo sistema viene brevettato dalla General Motors Torino ed è assente sulle versioni destinate alla Fiat. Inoltre è disponibile un nuovo sistema di ricircolo dei gas di scarico (EGR) ed è omologato secondo i parametri della normativa Euro 5. Il 2,0 litri è stato concepito appositamente per i modelli che avrebbero sostituito la famiglia Opel Vectra ovvero l'Insignia ma una versione ancora più ecologica viene proposta nelle versioni EcoFlex caratterizzate da minori emissioni inquinanti e consumi ridotti grazie all'utilizzo dell'olio lubrificante a bassa viscosità e intervenendo sulla centralina dell'automobile. In seguito la General Motors propose anche altri step per il 2.0 turbodiesel depotenziati: Il 2.0 A20DTC 16V eroga 110 cavalli 4.000 giri al minuto per una coppia motrice di 260 N·m a 1.750 giri al minuto mentre il 2.0 A20DTJ sempre 16V ne eroga 131 cavalli con coppia di 300 N·m a 1.750 giri/min, entrambe con turbina a geometria variabile, DPF di serie e omologazione Euro 5. Il 2.0 Multijet viene prodotto a Kaiserslautern in Germania ed è destinato alle autovetture del gruppo General Motors.
Il motore venne adottato alla fine del 2008 anche dal gruppo Fiat in una versione potenziata a 165 cavalli, operazione ottenuta semplicemente intervenendo sulla centralina; la prima applicazione avvenne nel cofano della Lancia Delta terza serie seguita dalla Fiat Bravo. Nel 2009 l'Alfa Romeo ha introdotto una versione del 2.0 Multijet portata a 170 cavalli per le 159, Brera e Spider JTDm lasciando invariati i valori di coppia massima. La Fiat produce il proprio 2.0 Multijet presso la FMA di Pratola Serra.
Al salone di francoforte 2009 la Opel presenta in anteprima mondiale, sotto il cofano della Opel Insignia wagon, il nuovo motore 2,0 litri A20DTR in cui la R finale identifica la doppia sovralimentazione dovuta alla presenza di due turbine a geometria variabile. Il nuovo motore progettato dallo staff General Motors Powertrain Torino si basa sul precedente 1.9 biturbo migliorato a partire dal sistema di sovralimentazione: le turbine lavorano in modo indipendente ai bassi o agli alti regimi mentre ai medi regimi lavorano insieme in modo da offrire un'elevata risposta da parte del motore e una coppia ottimale in tutte le situazioni. Il basamento è in ghisa con numerosi parti riprogettate in alluminio. Gran parte delle leghe utilizzate possiede un punto di fusione più elevato rispetto alla versione mono turbo in modo da poter sopportare senza problemi le maggiori pressioni termiche. Inoltre la potenza rispetto al precedente 1.9 biturbo di produzione tedesca viene incrementata di 10 cavalli per 190 cavalli complessivi erogati a 4.000 giri al minuto con coppia invariata (400 N·m a 2.000 giri al minuto). Il 2.0 biturbo diesel viene montato anche dalla Saab 9-5. La produzione di questo motore è iniziata nel 2010 presso l'impianto Opel di Kaiserslautern. Per ora non è prevista nessuna applicazione su autovetture del gruppo Fiat.

Nel 2011, il motore A20DTH viene portato a 165 CV, espressamente per l'imminente lancio dell'Astra GTC, la cui versione di punta tra quelle a gasolio, è destinata a montare appunto tale propulsore.
Nel settembre 2013 Alfa Romeo lancia sul mercato l'Alfa Romeo Giulietta (2010) dotata di un motore Multijet con una potenza di 150CV e 380 N·m a 1.750 giri/min, che va a sostituire il precedente propulsore da 140CV. Il motore ottiene 10CV in più senza nessun tipo di modifica alla geometria e senza alcun intervento di sovralimentazione o potenziamento, ma semplicemente intervenendo sulla tecnologia applicata al sistema di iniezione. Le migliorie permettono di guadagnare maggiore potenza e minori consumi. Il motore utilizza nuovi iniettori che consentono un'erogazione del carburante più precisa. Questa precisione è data da un'inedita servo-valvola idraulica bilanciata che consente di gestire fino a 8 iniezioni per ciclo. Si tratta inoltre di un sistema di iniezione molto più semplice che riduce le emissioni e migliora la silenziosità del motore oltre che il rendere più piacevole e fluida la guida.
La casa costruttrice dichiara che la Giulietta, equipaggiata con questo propulsore, raggiunge una velocità massima di 210 km/h e la possibilità di toccare i 100 orari partendo da fermo in 8"8, a fronte di percorrenze medie di 23,8 chilometri con un litro.
| Motore 2.0 Multijet 16V         |                          |                               |                                   |           |                                    |                    |
| Variante                        | Rapporto di compressione | Potenza max CV/giri al minuto | Coppia massima N·m/giri al minuto | Normativa | Applicazioni                       | Anni di produzione |
| 2.0 Multijet 16V 110 CV         | 16,5:1                   | 110/4.000                     | 260/1.750                         | Euro 5    | Opel Insignia 2.0 CDTI 16V 110 CV  | 2008-17            |
| 2.0 Multijet 16V 130 CV         | 16,5:1                   | 131/4.000                     | 300/1.750                         | Euro 5    | Opel Insignia 2.0 CDTI 16V 130 CV  | 2008-17            |
| 2.0 Multijet 16V 135 CV         | 16,5:1                   | 135/3.500                     | 320/1.500                         | Euro 5    | Fiat Doblò 2.0 Multijet 16V        | dal 2009           |
| 2.0 Multijet 16V 135 CV         | 16,5:1                   | 135/3.500                     | 320/1.500                         | Euro 5    | Fiat Sedici 2.0 Multijet 16V       | 2008-14            |
| 2.0 Multijet 16V 135 CV         | 16,5:1                   | 135/3.500                     | 320/1.500                         | Euro 5    | Suzuki SX4 2.0 DDiS 16V            | 2008-15            |
| 2.0 Multijet 16V 136 CV         | 16,5:1                   | 136/3.500                     | 350/1.750                         | Euro 5    | Alfa Romeo 159 2.0 JTDm 16V 136    | dal 2010           |
| 2.0 Multijet 16V 160 CV         | 16,5:1                   | 160/4.000                     | 350/1.750                         | Euro 5    | Opel Insignia 2.0 CDTI 16V 160 CV  | 2008-17            |
| 2.0 Multijet 16V 160 CV         | 16,5:1                   | 160/4.000                     | 350/1.750                         | Euro 5    | Opel Astra 2.0 CDTI 16V 160 CV     | 2009-15            |
| 2.0 Multijet 16V 160 CV         | 16,5:1                   | 160/4.000                     | 350/1.750                         | Euro 5    | Saab 9-5 Mk2 2.0 TiD 16V 160 CV    | 2009-12            |
| 2.0 Multijet 16V 165 CV         | 16,5:1                   | 165/4.000                     | 360/1.750                         | Euro 5    | Lancia Delta 2.0 Multijet 16V      | dal 2008           |
| 2.0 Multijet 16V 165 CV         | 16,5:1                   | 165/4.000                     | 360/1.750                         | Euro 5    | Fiat Bravo 2.0 Multijet 16V        | dal 2008           |
| 2.0 Multijet 16V 170 CV         | 16,5:1                   | 170/4.000                     | 350/1.750                         | Euro 5    | Alfa Romeo Giulietta 2.0 JTDm 16V  | dal 2010           |
| 2.0 Multijet 16V 170 CV         | 16,5:1                   | 170/4.000                     | 360/1.750                         | Euro 5    | Alfa Romeo 159 2.0 JTDm 16V 170    | dal 2009           |
| 2.0 Multijet 16V 170 CV         | 16,5:1                   | 170/4.000                     | 360/1.750                         | Euro 5    | Alfa Romeo Brera 2.0 JTDm 16V 170  | dal 2009 al 2010   |
| 2.0 Multijet 16V 170 CV         | 16,5:1                   | 170/4.000                     | 360/1.750                         | Euro 5    | Alfa Romeo Spider 2.0 JTDm 16V 170 | dal 2009 al 2010   |
| 2.0 Multijet BiTurbo 16V 190 CV | 16,5:1                   | 190/4.000                     | 400/1.750                         | Euro 5    | Opel Insignia 2.0 CDTI BiTurbo 16V | 2010-17            |
| 2.0 Multijet BiTurbo 16V 190 CV | 16,5:1                   | 190/4.000                     | 400/1.750                         | Euro 5    | Saab 9-5 Mk2 2.0 TTiD BiTurbo 16V  | dal 2010           |

### 2.2 Multijet II (famigliaB)
Il 2,2 litri (2.184 cm³) è stato introdotto dal gruppo Fiat nella metà del 2015 con la Jeep Cherokee in due step di potenza (180 o 200CV). La coppia motrice massima disponibile è di 450 N·m a 2.500 giri al minuto. Sviluppato per avere più coppia motrice in basso rispetto al 2.0 Multijet, il nuovo motore diesel del gruppo FCA adotta un nuovo sistema d'iniezione denominato Injection Rate Shaping (IRS), che consente pressioni di esercizio di 2.000 bar, rispetto ai 1.600 bar delle precedenti versioni.
Nel 2016, con il lancio della nuova berlina Giulia dell'Alfa Romeo, ottiene un ulteriore sviluppo: la cubatura passa a 2.143 cm³ e l'intero basamento viene realizzato in alluminio con canne cilindri in ghisa. Esistono due varianti: la LIGHT da 136, 150 e 180 CV e la FULL (denominata Eco) da 180 e 210 CV.
Caratteristiche:
- Architettura a 4 cilindri in linea;
- Alesaggio e corsa di 83x99 mm;
- Cilindrata di 2.143 cm³;
- Rapporto di compressione 15.5;
- Distribuzione a 4 valvole per cilindro;
- Basamento, coppa olio, testa cilindri suddivisa in testa e sovra testa in lega di alluminio;
- Pistoni in alluminio rivestiti in grafite sul mantello;
- Due alberi a camme in testa, cinghia dentata che comanda l’albero di scarico e rinvio del moto con coppia di ruote dentate all’albero lato aspirazione;
- Gestione motore Bosch EDC17C69 e iniezione diretta di gasolio a circa 2.000 bar;
- Turbocompressore a geometria variabile comandata con attuatore elettronico e intercooler aria/aria;
- Valvole Swirl integrate nel collettore di aspirazione;
- Lubrificazione con pompa olio a cilindrata variabile;
- Albero motore in acciaio, con 8 contrappesi e 5 supporti;
- Candelette di preriscaldo di tipo ceramico;
- Omologazione Euro 6 con catalizzatore, DPF ed EGR;

Differenze della versione FULL
- EGR a bassa pressione;
- Intercooler aria/acqua;
- Impianto di aspirazione dell’aria modificato;
- Sensore giri turbocompressore (solo per la versione da 210 CV).

A giugno 2018, per rispettare l'omologazione Euro 6D TEMP, il motore viene dotato di impianto SCR per la riduzione degli ossidi di azoto mentre la potenza cresce leggermente per le varianti da 150 e 180 CV, passando rispettivamente a 160 e 190 CV.

### 2.4 Multijet cinque cilindri (famigliaC)

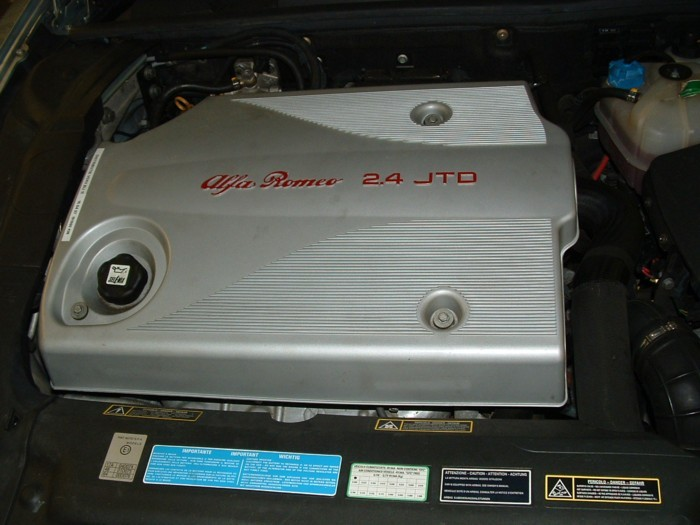
Motore 2,4 JTD montato su una Alfa 166

Il 2,4 litri (2.387 cm³) è stato sviluppato dal gruppo Fiat a Torino ed è l'unico propulsore che utilizza l'architettura a cinque cilindri in linea con distribuzione a quattro valvole per cilindro (per un totale di 20 valvole) azionate tramite punterie idrauliche e bilancieri direttamente da un doppio albero a camme in testa. Basato sul precedente 2.4 JTD risulta più silenzioso ai bassi e alti regimi di circa 3 e 6 decibel, l'alesaggio è di 82 mm e la corsa di 90,4 mm. Rinnovati numerosi elementi rispetto al JTD: la testa cilindri con punterie idrauliche, le bielle e l'albero motore sono in acciaio, nuovo il collettore di scarico realizzato in un particolare materiale mentre quello di aspirazione è in alluminio pressofuso. Nuova anche la valvola EGR, turbocompressore Garrett di nuova generazione a geometria variabile e infine aumento della pressione d'iniezione diretta del carburante portata dai precedenti 1.350 bar a 1.400. La potenza massima della prima versione, che ha debuttato con l'Alfa Romeo 156 nel 2003, era di 175 cavalli (129 kW) a 4.000 giri al minuto per una coppia motrice di 385 N·m a 2.000 giri al minuto. Il 2.4 Multijet venne in seguito adottato anche dalla Lancia Thesis e dall'Alfa Romeo 166 con omologazione Euro 3.
Nel 2005 l'Alfa Romeo ha presentato la versione potenziata del 2.4 con 200 cavalli sotto il cofano della 159. Il motore è stato migliorato in alcune parti e la pressione dell'iniezione diretta è passata a 1.600 bar. La coppia motrice disponibile a 2.000 giri al minuto è di 400 N·m ed è dotato del filtro antiparticolato di serie con relativa omologazione antinquinamento Euro 4. Questa nuova versione è stata adottata in contemporanea al lancio anche dalla Fiat Croma e dalle Alfa Brera e Spider ma venne accusato di avere un vuoto di potenza a basso numero di giri: per rimediare alle lamentele la Fiat propose nel 2007 la versione con potenza di 209 cavalli e con coppia motrice di 400 N·m disponibile però a 1.500 giri (invece di 2.000); infine è stato presentato anche il 2.4 Multijet depotenziato a 185 cavalli dotato sempre del filtro antiparticolato e omologazione Euro 4. Quest'ultimo è rimasta un'esclusiva delle ammiraglie Lancia Thesis e Alfa 166, due auto votate più al lusso che alle prestazioni. Oggi il 2.4 20V da 209 cavalli rappresenta la versione più potente attualmente in produzione della famiglia Multijet.
| Motore 2.4 Multijet 20V |                          |                               |                                   |               |                                           |                    |
| Variante                | Rapporto di compressione | Potenza max CV/giri al minuto | Coppia massima N·m/giri al minuto | Normativa     | Applicazioni                              | Anni di produzione |
| 2.4 Multijet 20V 175 CV | 18,5:1                   | 175/4.000                     | 385/2.000                         | Euro 3        | Alfa Romeo 156 2.4 JTDm 20V               | dal 2003 al 2006   |
| 2.4 Multijet 20V 175 CV | 18,5:1                   | 175/4.000                     | 385/2.000                         | Euro 3        | Alfa Romeo 166 2.4 JTDm manuale 20V       | dal 2003 al 2006   |
| 2.4 Multijet 20V 175 CV | 18,5:1                   | 175/4.000                     | 380/2.000                         | Euro 3        | Lancia Thesis 2.4 Multijet manuale 20V    | dal 2003 al 2006   |
| 2.4 Multijet 20V 175 CV | 18,5:1                   | 175/4.000                     | 330/2.000                         | Euro 3/Euro 4 | Lancia Thesis 2.4 Multijet automatica 20V | dal 2003 al 2006   |
| 2.4 Multijet 20V 175 CV | 18,5:1                   | 175/4.000                     | 330/2.000                         | Euro 4        | Alfa Romeo 166 2.4 JTDm automatica 20V    | dal 2003 al 2006   |
| 2.4 Multijet 20V 185 CV | 18,5:1                   | 185/4.000                     | 330/1.750                         | Euro 4        | Lancia Thesis 2.4 Multijet automatica 20V | dal 2006 al 2009   |
| 2.4 Multijet 20V 185 CV | 18,5:1                   | 185/4.000                     | 385/2.000                         | Euro 4        | Alfa Romeo 166 2.4 JTDm manuale 20V       | dal 2006 al 2007   |
| 2.4 Multijet 20V 200 CV | 17,0:1                   | 200/4.000                     | 400/2.000                         | Euro 4        | Alfa Romeo 159 2.4 JTDm 20V               | dal 2005 al 2010   |
| 2.4 Multijet 20V 200 CV | 17,0:1                   | 200/4.000                     | 400/2.000                         | Euro 4        | Alfa Romeo Brera 2.4 JTDm 20V             | dal 2006 al 2010   |
| 2.4 Multijet 20V 200 CV | 17,0:1                   | 200/4.000                     | 400/2.000                         | Euro 4        | Alfa Romeo Spider 2.4 JTDm 20V            | dal 2006 al 2010   |
| 2.4 Multijet 20V 200 CV | 17,0:1                   | 200/4.000                     | 400/2.000                         | Euro 4        | Fiat Croma 2.4 Multijet 20V               | dal 2005           |
| 2.4 Multijet 20V 209 CV | 17,0:1                   | 209/4.000                     | 400/1.500                         | Euro 4        | Alfa Romeo 159 2.4 JTDm 20V 209 CV        | dal 2007 al 2010   |
| 2.4 Multijet 20V 209 CV | 17,0:1                   | 209/4.000                     | 400/1.500                         | Euro 4        | Alfa Romeo Brera 2.4 JTDm 20V 209 CV      | dal 2007 al 2010   |
| 2.4 Multijet 20V 209 CV | 17,0:1                   | 209/4.000                     | 400/1.500                         | Euro 4        | Alfa Romeo Spider 2.4 JTDm 20V 209 CV     | dal 2007 al 2010   |

### 3.0 V6 Multijet II (VM A630 DOHC)
Questo motore, grazie all'acquisizione del 50% della VM Motori da parte di Fiat S.p.A., è stato dotato di tecnologia Multijet II. Adotta un'architettura V6 (con angolo di 60 gradi tra le bancate) e ha una cilindrata di 2987 cm³, mentre la distribuzione è bialbero a 24 valvole.
Annovera l'iniezione diretta common rail a 2000 bar, è dotato di turbocompressore a geometria variabile e rispetta la normativa Euro 5 sulle emissioni inquinanti.
Questo propulsore è attualmente utilizzato sul Jeep Grand Cherokee destinata al mercato comunitario e ne è previsto l'impiego anche in futuri modelli del gruppo Fiat.
Nella versione standard sviluppa una potenza di 241 CV a 4000 giri e una coppia di 550 Nm tra i 1800 e i 2800 giri, mentre sono state realizzate anche due versioni depotenziate da 190 CV con 440 Nm e 224 CV.
Dal 2013 il motore è stato portato a 250 CV e le versioni depotenziate sono state tolte di produzione. Al contempo, ne è stata sviluppata una versione dai tecnici Maserati, con miglioramenti legati anche al sound del motore, per dotarle sulle nuove vetture della casa del tridente, prima la Ghibli e in seguito sulla rinnovata Quattroporte e sulla inedita Levante; questa variante sviluppa 275 CV di potenza.

## Altri motori siglati Multijet
Il gruppo Fiat ha utilizzato la denominazione Multijet per indicare anche dei propulsori che non utilizzano questo sistema; si tratta solo di una strategia di marketing in cui la sigla ha indicato l'alimentazione a gasolio dell'autovettura. Infatti le Fiat Ulysse e Lancia Phedra Multijet nascono in Francia da progetti PSA con i motori diesel HDI quattro cilindri della famiglia PSA DW. Il 2,0 litri DW10B eroga 120 e 136 cavalli ed è abbinato nella versione più potente al filtro attivo antiparticolato FAP mentre il 2,2 litri DW12 biturbo eroga 170 cavalli con FAP di serie. Curiosamente la Lancia Phedra è stata la prima auto del gruppo Fiat a essere equipaggiata con un motore biturbo diesel.

## I Multijet prodotti dalla Sofim
Il gruppo Fiat ha introdotto per la propria gamma di veicoli commerciali il sistema Multijet anche ai diesel prodotti dalla SOFIM di Foggia: il motore da 2,3 litri dispone di quattro cilindri in linea, turbina a geometria fissa e distribuzione a quattro valvole per cilindro (16 valvole totali), i pistoni possiedono galleria di raffreddamento per sopportare maggiori livelli di coppia motrice. L'alesaggio è di 88 mm con la corsa di 94 mm, massa di 210 kg e potenza massima di 116 cavalli (85 kW) a 3.900 giri al minuto per una coppia massima di 270 N·m a 1.800 giri al minuto. Omologato Euro 3 questo 2.3 è stato in seguito con una nuova omologazione Euro 4 ed è disponibile anche con filtro attivo antiparticolato. In alcune versioni la potenza massima è stata incrementata fino a 120 e 130 cavalli intervenendo sulla centralina mentre da 2009 è disponibile anche la versione ecologica depotenziata a 96 e 106 cavalli e la versione con turbina a geometria variabile da 136 cavalli. La manutenzione programmata avviene ogni 40.000 km. Il motore 2.3 Multijet è stato applicato sotto il cofano del Fiat Ducato (negli step da 120 e 130 cavalli) mentre l'Iveco Daily è disponibile con gli step da 96, 106, 116, 126 e 136 cavalli.
Accanto al 2.3 la Sofim produce anche il 3.0 Multijet a quattro cilindri con turbina a geometria variabile, quattro valvole per cilindro e filtro antiparticolato con omologazione Euro 4. La potenza del 3.0 16V è di 146 cavalli con 400 N·m di coppia a 1.250 giri al minuto ma sono disponibili anche le versioni potenziate a 157 e 176 cavalli; i commerciali Fiat Ducato, Citroën Jumper e Peugeot Boxer adottano lo step da 157 cavalli mentre le versioni da 146 e 176 cavalli sono un'esclusiva Iveco e vengono adottate dai modelli Massif, Campagnola e Daily. Dal 2009 è disponibile anche la versione omologata Euro 5 dotata di doppio turbocompressore ed erogante 140 e 170 cavalli sotto il cofano dell'Iveco EcoDaily.
Agli inizi del ventunesimo secolo le strade si separano: Fiat, già divenuta FCA, diventa Stellantis e prima di ciò Iveco viene scorporata dal settore auto. Nel 2023, in occasione della nuova omologazione Euro 7 EVO i motori Ex Sofim (ora FPT Industrial e quindi Iveco Group) destinati al Fiat Ducato (e gli altri veicoli commerciali prodotti a Val Di Sangro) vengono trasferiti allo Stabilimento FCA Italy di Pratola Serra. La collaborazione durava dal 1977.